# 四相
四相，又稱四想，漢傳佛教中，指我相、人相、眾生相、壽者相等，這四種對於我的錯誤見解、思想與執著，是我執的一種，源自於鳩摩羅什譯《金剛經》。

## 概論
四相，出自《金剛經》。在《金剛經》中，分為四見，四相與四執。
四見，是四種見解的意思。四見為：
- 我見（我見）：即我見，認為我（ātman）存在的見解，也可以解釋為主張梵我存在的見解。
- 人見（補特伽羅見）：認為補特伽羅存在的見解。
- 眾生見（有情見）：認為有情存在的見解。
- 壽者見（命者見）：認為存在命我的見解。

四相，對照於玄奘譯《金剛經》以及梵文本，相，應解釋為想，不解釋為相。四相為：
- 我相（我想）
- 人相（補特伽羅想）
- 眾生相（有情想）
- 壽者相（命者想）

四執（或稱四著）是執取，捕捉的意思。四執為：
- 著我（我執），即我執。
- 著人（補特伽羅等執）
- 著眾生（有情執）
- 著壽者（命者執）

四相，主要出自於鳩摩羅什譯《金剛經》。今存梵文本，與菩提流支譯本，達磨芨多譯本，為三相，分別為人相，眾生相與壽者相。之後將這三相，總結為我相（ātma-saṃjñā）。
鳩摩羅什譯本，真諦譯本與義淨譯本，為四相。而玄奘譯本為八相，增列出士夫想，意生相，摩納婆想，作者想，受者想。

## 解說
佛學大辭典解釋：
我相：於五蘊法中計有實我，有我之所有也。

人相：於五蘊法中計我為人，異於餘道也。

眾生相：於五蘊法中計我依五蘊而生也。

壽者相：於五蘊法中計我一期之壽命，成就而住，有分限也。

（詳情請參考《金剛經》）